# (2247) Hiroshima
(2247) Hiroshima (6512 P-L) – planetoida z pasa głównego asteroid okrążająca Słońce w ciągu 3,83 lat w średniej odległości 2,45 au. Odkryta 24 września 1960 roku.